# Герб Куровського
Місто Куровське Орєхово-Зуєвського району Московської області Росії має власну символіку – герб та прапор. Герб Куровського було ухвалено 7 жовтня 1997 року

## Опис герба
Сучасний герб міста Куровське розроблений за участю Спілки геральдистів Росії. У зеленому полі з-за пониженого блакитного поясу на блакитному полі тонко окантована сріблом золота, двоярусна дзвіниця з золотим дзвоном у нижньому ярусі, увінчана Голгофським хрестом, супроводжується золотою гілкою хмелю з трьома листками та трьома шишками та золотим гусячим пером, що лежить навхрест поверх поясу.  